# 波西 (加利福尼亞州)
波西（英語：Posey）是位於美國加利福尼亞州圖萊里縣的一個人口普查指定地區。

## 地理
波西的座標為35°48′17″N 118°40′58″W / 35.80472°N 118.68278°W，而該地最高點為海拔高度1090米（即3560英尺）。

## 人口
根據2010年美國人口普查的數據，波西的面積為0.924平方千米，當中陸地面積為0.924平方千米，而水域面積為0.000平方千米。當地共有人口10人，而人口密度為每平方千米10人。